# Manduca petuniae
Manduca petuniae är en fjärilsart som beskrevs av Jean Baptiste Boisduval 1875. Manduca petuniae ingår i släktet Manduca och familjen svärmare. Inga underarter finns listade i Catalogue of Life.